# Диксън
Вижте пояснителната страница за други значения на Диксън.
Диксън (Dixon) е град в окръг Солано, щата Калифорния, САЩ. Населението е 16 103 души. (2000) Общата площ на Диксън е 17,30 кв. км (6,70 кв. км).